# Rua Direita (São Paulo)
A Rua Direita é um dos mais antigos logradouros da cidade de São Paulo, localizada na região da Sé. Tem início na Praça da Sé e término na Praça do Patriarca. Forma em conjunto com a rua Quinze de Novembro e a rua São Bento,  o histórico "triângulo" do centro da cidade. Faz esquina com a rua José Bonifácio, o Largo da Misericórdia e a rua Quintino Bocaiuva.

## História
Foi aberta no final do século XVI para ligar o centro da cidade com a antiga estrada que levava à aldeia indígena de Pinheiros.

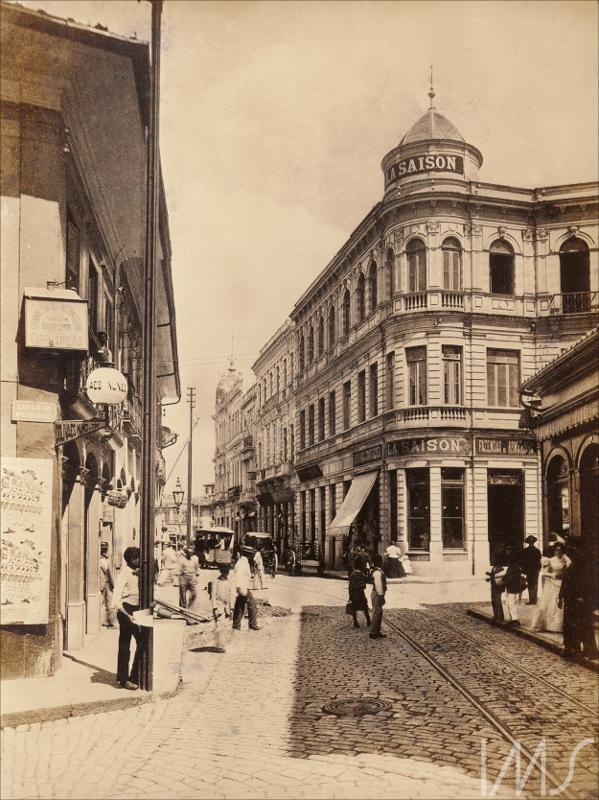
Aspecto da rua Rua Direita (c.1898), por Guilherme Gaensly. IMS

Delineou-se sem nenhum planejamento, por força da necessidade. Do Pátio do Colégio, berço de São Paulo, seguindo-se pela Igreja da Misericórdia, e após a Igreja de Santo Antônio, precipitava-se para o Vale do Anhangabaú, subia-se no que futuramente seria a Ladeira do Piques (rua Quirino de Andrade), e então o caminho de Pinheiros, atual Rua da Consolação (antiga Estrada de Sorocaba). A partir daí entrava-se no sertão.  
Dar a denominação de Rua Direita a principal rua de uma cidade é um costume que veio de Portugal com os colonizadores. Não importando se a rua era reta ou não, sendo a principal rua da cidade ela tinha que se chamar Direita, e geralmente ficava à direita da principal igreja local, devido a influência religiosa na vida das pessoas. A rua inicialmente foi chamada "Direita de Santo Antônio" e também "Direita da Misericórdia", sendo os templos religiosos as referências.
Entre 1700 e início de 1800 a maioria de suas casas eram assobradadas, com comércio no térreo e residência no andar superior.
Em 1828 a rua ganhou iluminação pública com lampiões funcionando à azeite ou óleo de peixe. Somente a partir de 1870, com os melhoramentos da cidade, passa a ter iluminação pública a gás, bondes tracionados por burros, água encanada e calçamento com paralelepípedos. A iluminação elétrica chega em 1890.
Em conjunto com as Ruas São Bento e Quinze de Novembro formou o célebre “Triângulo Paulistano", representando o centro da vida comercial, intelectual e elegante da cidade de São Paulo dos finais do século XIX e início do século XX.
Foram seus moradores ilustres o Barão de Iguape (Antônio da Silva Prado), o Barão do Tietê (José Manuel da Silva), e ainda o senador Nicolau de Campos Vergueiro.
A partir de 1950, a Direita e outras ruas do centro velho passaram a ser destinadas estritamente aos pedestres.

## Comércio

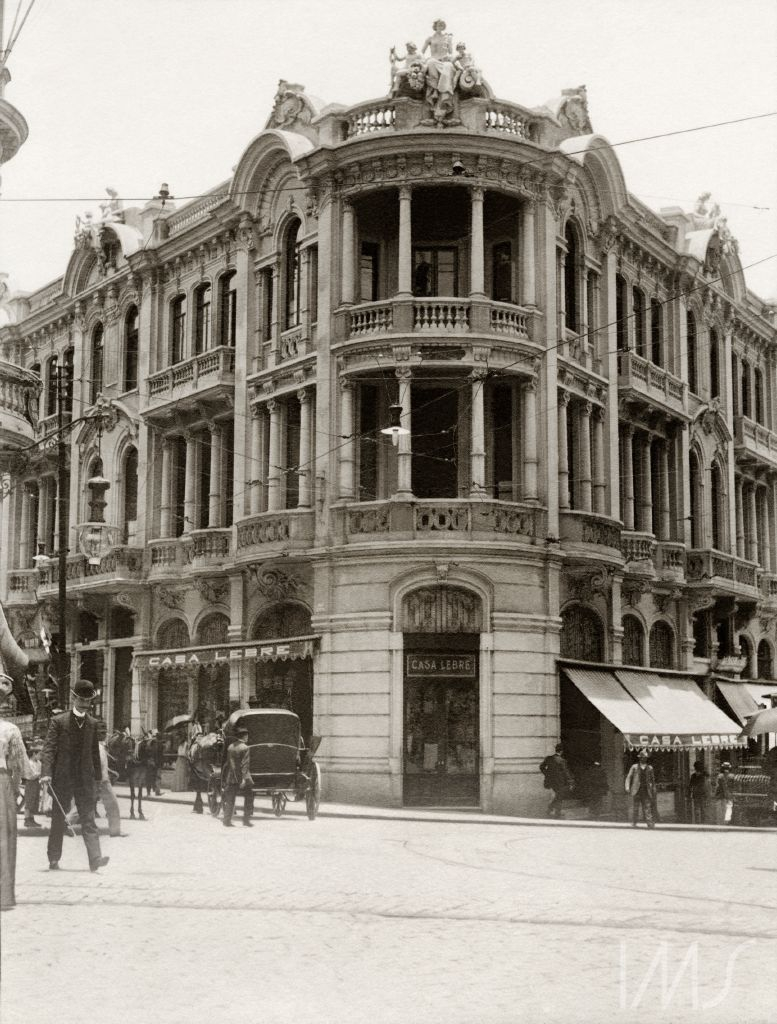
A histórica Casa Lebre (1912)

Desde os meados do século XIX a série de lojas da rua Direita era iniciada pela Casa Lebre, funcionando em casarão de propriedade do Barão de Tietê na esquina com a rua Quinze de Novembro, loja que sobreviveu por décadas.
No início do século XX começaram a aparecer lojas bem mais sofisticadas, quando foram adotadas vitrinas e atendimento mais elaborado.
Assim surgiu a Casa Alemã (depois Galeria Paulista de Modas), que construiu uma moderna sede na rua Direita e atravessou décadas. A Casa Au Bon Marché, quase na esquina da atual Praça do Patriarca, e depois, quase em frente, instalou-se a Casa Bonilha.
Também foi escolhida pela Casa Bevilaqua, uma das primeiras em instrumentos musicais do Brasil.
Consta no Farol Paulistano de 1828 a divulgação de cadeiras e canapés vindos da Inglaterra que poderiam ser encontrados à Rua Direita, 2 ou na casa do Sr. Joaquim Elias.
E ainda se estabeleceram na rua Ao Preço Fixo, Sedanyl, Tecelagem Francesa, Casa Henrique, Casa Cosmos, Casa Sloper, Lojas Brasileiras, Lojas Americanas, Marcel Modas, e outras tantas que mantiveram longamente a sua tradição comercial.

## Imóveis históricos

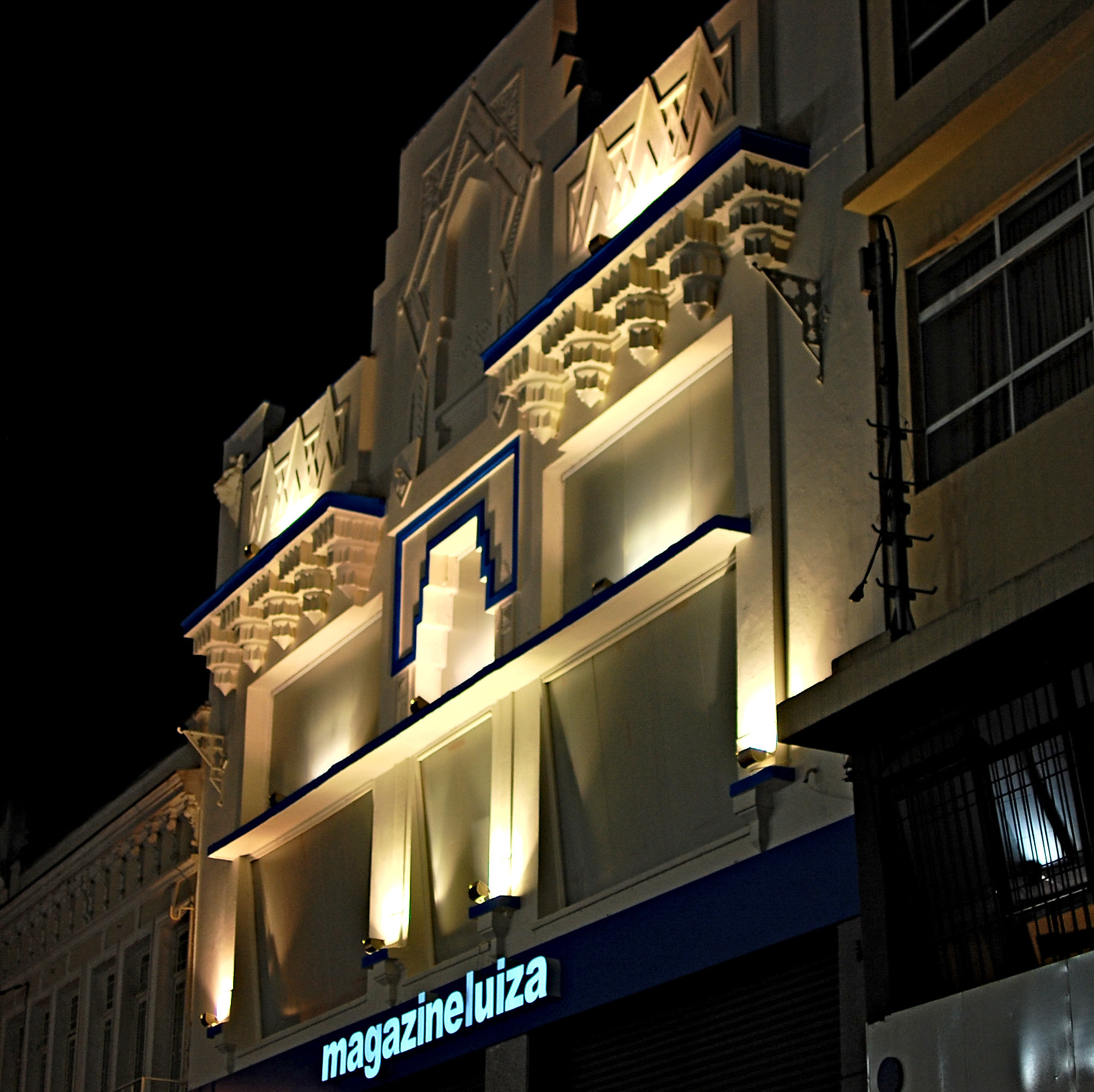
Fachada do antigo Cine Alhambra

No antigo prédio nº 33 da rua Direita foi inaugurada em 07 de janeiro de 1884 pela Companhia Telégrafos Urbanos (Ferdinand Rodde & Co.) a primeira central telefônica da cidade de São Paulo (uma das primeiras do Brasil), fazendo parte da história das telecomunicações do país.
O Edifício Guinle é considerado o 1º arranha-céu de São Paulo, com 7 andares, sendo o precursor da verticalização na cidade. Construído entre os anos de 1913 a 1916, de autoria do  arquiteto Hipólito Pujol Junior, apenas teve sua construção aprovada pela Prefeitura após laudo oficial, pois o então prefeito Barão de Duprat duvidou que um edifício de tal porte tivesse estabilidade.
Para isso foi solicitado um aval ao engenheiro Antônio Francisco de Paula Souza, então diretor da Escola Politécnica da Universidade de São Paulo. O edifício possui figuras que lembram folhas e frutos de café, que remetem à riqueza do "ouro verde" que viabilizou a sua construção no início do século XX.
O luxuoso Cine Alhambra foi construído em 1927 e pertencia aos senhores João Batista de Souza e Manuel Pereira Guimarães. Foi inaugurado no ano de 1928 com a exibição do filme "A Carne e o Diabo", da MGM, cuja exibição foi considerada "imprópria para senhoritas" na época.